# Psydrax manambyana
Psydrax manambyana är en måreväxtart som först beskrevs av Alberto Judice Leote Cavaco, och fick sitt nu gällande namn av Aaron Paul Davis och Diane Mary Bridson. Psydrax manambyana ingår i släktet Psydrax och familjen måreväxter.
Artens utbredningsområde är Madagaskar. Inga underarter finns listade i Catalogue of Life.